# Corentin Halléguen
Corentin  Halléguen, né le 10 décembre 1832 à Pleyben (Finistère) et mort le 9 juillet 1899 à Châteaulin (Finistère) est un homme politique français.

## Vie privée
Fils d'agriculteur, il perd sa mère à sa naissance. Adolescent, il sera accueilli par Jean Michel Halléguen frère de son grand-père, huissier au tribunal de Chateaulin.
Après avoir obtenu une licence en droit, il exerce comme avoué à partir du 24 février 1858 à Châteaulin (Finistère).
Son fils, Théodore Halléguen, lui succède comme avoué à Châteaulin en 1895, puis devient maire de la ville en 1902, et député du Finistère en 1906.

## Carrière politique
Il est élu conseiller municipal, puis maire de Châteaulin en 1881, avant d’être élu en 1883 conseiller général du Finistère pour le canton de Châteaulin.
Il préside la Société d'agriculture du Finistère.
Il se présente en janvier 1894 aux élections sénatoriales et est élu par 625 voix sur 1 228 votants.
Il siège dans les rangs de la Gauche républicaine de 1894 à 1899.